# Adolf Windaus

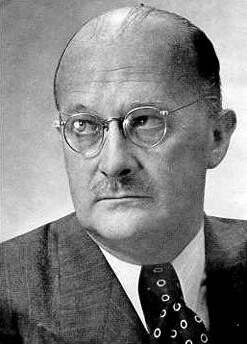
Adolf Windaus

Adolf Otto Reinhold Windaus (* 25. Dezember 1876 in Berlin; † 9. Juni 1959 in Göttingen) war ein deutscher Chemiker und Biochemiker. Er gab 1927 die Entdeckung des Vitamin D bekannt und erhielt 1928 den Nobelpreis für Chemie für „die Verdienste, die er durch seine Forschungen über den Aufbau der Sterine und ihre Verbindung zu den Vitaminen erworben hat“.

## Leben und Leistungen
Adolf Windaus war der Sohn eines Textilfabrikanten. Nach seiner Schulzeit am Französischen Gymnasium in Berlin studierte er zunächst ab 1895 Medizin in Berlin, wandte sich jedoch nach dem Physikum 1897 der Chemie in Freiburg zu und wurde 1899 bei Heinrich Kiliani in Freiburg mit seiner Dissertation über Neue Beiträge zur Kenntnis der Digitalisstoffe promoviert. Anschließend ging er wieder nach Berlin als Mitarbeiter von Emil Fischer. 1901 wechselte er wiederum nach Freiburg, wo er sich 1903 mit einer Arbeit über Cholesterin habilitierte.
Er war Privatdozent und ab 1906 außerplanmäßiger Professor in Freiburg bis 1913, dann ordentlicher Professor in Innsbruck, wo er bis 1915 den Lehrstuhl für Angewandte Medizinische Chemie innehatte. Danach ging er als Nachfolger von Otto Wallach nach Göttingen, wo er bis zu seiner Emeritierung 1944 den Lehrstuhl für Chemie innehatte.
Bereits seine 1903 in Freiburg vorgelegte Habilitationsarbeit hat den Titel Über Cholesterin. So war auch seine weitere Forschungstätigkeit auf die Chemie der Steroide ausgerichtet. Im Jahr 1907 stellte er mit W. Vogt das Histamin synthetisch dar.
Im Jahr 1919 gelang es Adolf Windaus, die Verwandtschaft zwischen dem Cholesterin und den Gallensäuren nachzuweisen. Außerdem klärte er die chemische Struktur verschiedener Vitamine des B-Komplexes und der D-Gruppe auf und bestätigte seine Ergebnisse durch deren Synthese. Insbesondere für seine Vitaminforschung wurde er von der Notgemeinschaft der Deutschen Wissenschaft und später dem Reichsforschungsrat vielfach finanziell gefördert. Im Jahr 1927 gab er als Ergebnis langjähriger Zusammenarbeit mit dem Amerikaner Alfred Fabian Hess (1875–1933) die Entdeckung des die Rachitis günstig beeinflussenden, durch Bestrahlung mit ultraviolettem Licht aus Ergosterin hergestellten Stoffes (Vitamin D) bekannt. Das nach seinem Verfahren photochemisch aus der zuvor bereits aus dem Mutterkorn isolierten Substanz synthetisierte Vitamin D wurde unter dem Markennamen Vigantol von den Pharmaunternehmen E. Merck (Darmstadt) und Bayer (Leverkusen) vermarktet.
Windaus’ Grab befindet sich auf dem Stadtfriedhof Göttingen, auf dem außer ihm noch weitere Nobelpreisträger bestattet sind.

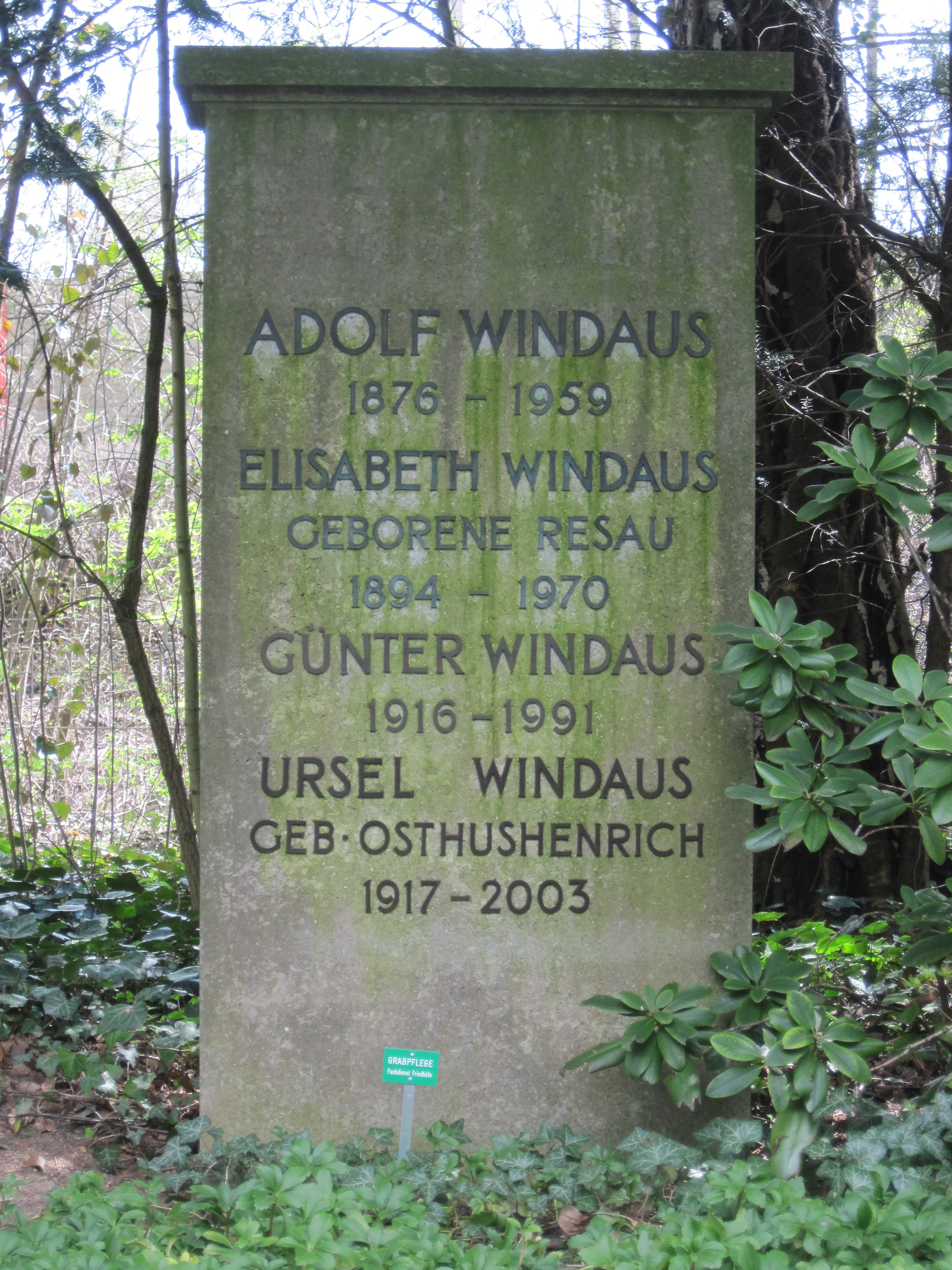
Windaus’ Grab auf dem Stadtfriedhof Göttingen

## Ehrungen
Windaus erhielt 1928 den Nobelpreis für Chemie für seine Verdienste um die Erforschung des Aufbaus der Sterine und ihres Zusammenhanges mit den antirachitischen D-Vitaminen. Die in seinem Nobel-Vortrag vorgeschlagene Strukturformel des Cholesterols wurde jedoch 1932 von Windaus selbst aufgrund der Forschungsergebnisse von John Desmond Bernal (1901–1971, Universität Cambridge/Großbritannien) revidiert. 1941 wurde ihm von Adolf Hitler die Goethe-Medaille für Kunst und Wissenschaft verliehen.
Windaus war Mitglied der Akademie der Wissenschaften zu Göttingen und Träger des Ordens Pour le merite für Wissenschaften und Künste. Als weitere Ehrungen erhielt er u. a. die Adolf-von-Baeyer-Denkmünze, die Louis-Pasteur-Medaille sowie zahlreiche Ehrendoktor-Titel. Ab 1922 war er  Mitglied der Deutschen Akademie der Naturforscher Leopoldina und ab 1927 korrespondierendes Mitglied der Bayerischen Akademie der Wissenschaften. 1936 wurde er als ordentliches Mitglied in die Preußische Akademie der Wissenschaften aufgenommen. 1943 wurde er Ehrenmitglied der Leopoldina.
Ihm zu Ehren ist die Adolf-Windaus-Medaille der Universität Göttingen benannt.
Aus der Hand von Bundespräsident Theodor Heuss empfing er 1951 das Große Verdienstkreuz des Verdienstordens der Bundesrepublik Deutschland.
In der Ansprache zum 65. Geburtstag sagte Wilhelm Biltz:
Wenn ich mir ein Denkmal vorstelle, das eine dankbare Menschheit einmal Windaus errichten wird, so drängen sich darauf um seine Gestalt Scharen von Kindern, die ihm Gesundheit und Heilung verdanken.